# Jinzhong
Jinzhong (chiń. 晋中; pinyin Jìnzhōng) –  miasto o statusie prefektury miejskiej w środkowych Chinach, w prowincji Shanxi. Prefektura miejska w 1999 roku liczyła 2 988 516 mieszkańców.